# Lange Antares 23E
 (mai 2023).
Dimensions
Le Lange Antares 23E est un motoplaneur conçu par la société allemande Lange Aviation.
Il a été présenté à l'Aero de Friedrichshafen. Il partage sa voilure avec le Schempp-Hirth Quintus.